# NGC 7386
NGC 7386 (другие обозначения — PGC 69825, UGC 12209, MCG 2-58-18, ZWG 430.16) — линзообразная галактика (S0) в созвездии Пегас.
Этот объект входит в число перечисленных в оригинальной редакции «Нового общего каталога».